# Етијен Матле
Етијен Матле (фр. Étienne Mattler; Белфор, 25. децембра 1905 — Сошо, 23. марта 1986) био је француски интернационални фудбалер, надимка Лав са Белфора.

## Играчка каријера
Матле, рођен у Белфору, је играо за Белфор (1921-1927), Троју (1927-1929), и Сошо (1929-1946), где је освојио две титуле прве лиге Француске у фудбалу у 1935. и 1938. и један Куп Француске у фудбалу 1937. године.
За репрезентацију је одиграо 46 утакмица и учествовао на светским првенствима 1930, 1934. и 1938. године, као један од пет играча који су се појавили на сва три предратна светска првенства. Умро је у 80. години.